# Madagascarophis colubrinus
Madagascarophis colubrinus (Schlegel, 1837) è un  serpente della famiglia Lamprophiidae, endemico del Madagascar.